# Amor, dolor y viceversa
Amor, dolor y viceversa (també coneguda com Violonchelo als Estats Units) és una pel·lícula mexicana de drama romàntic del 2008 dirigida per Alfonso Pineda Ulloa i protagonitzada per Bárbara Mori, Leonardo Sbaraglia i Tony Dalton.

## Sinopsi
En aquest thriller, Consuelo (Bárbara Mori) està enamorada de l'home dels seus somnis. Hi ha un problema ... només existeix en els seus somnis. Però sap que ell és real i, per demostrar-ho, va a la policia denunciant una violació. Un dibuixant policial crea un retrat seu. L'endemà rep una trucada. L'han trobat. Se’n va a l'estació i allà està, en una formació policial: l'home dels seus somnis: en carn viva. Però aviat s'assabenta de la rapidesa amb què els somnis es poden convertir en malsons.

## Repartiment
- Bárbara Mori	...	Consuelo 'Chelo' Rivas Ortiz
- Leonardo Sbaraglia	...	Dr. Ricardo Márquez
- Marina de Tavira	...	Marcela Padilla
- Joaquín Cosio	...	Agente Salas
- Irene Azuela	...	Gaby
- Tony Dalton	...	Marco
- Marimar Vega	...	Ingrid

## Nominacions
Als LII edició dels Premis Ariel Roque Baños fou nominat a la millor banda sonora.